# Colihaut
Colihaut är en parishhuvudort i Dominica.   Den ligger i parishen Saint Peter, i den västra delen av landet, 22 km norr om huvudstaden Roseau. Colihaut ligger 11 meter över havet och antalet invånare är 890. Den ligger på ön Dominica.
Terrängen runt Colihaut är huvudsakligen kuperad, men söderut är den platt. Havet är nära Colihaut åt sydväst. Runt Colihaut är det ganska glesbefolkat, med 28 invånare per kvadratkilometer. Närmaste större samhälle är Portsmouth, 10,9 km norr om Colihaut. 